# چری کیوکیو۳
چری کیوکیو ۳ (به انگلیسی: Chery QQ3) که در ایران به نام ام‌وی‌ام ۱۱۰ (به انگلیسی: MVM 110) عرضه می‌شد، مدلی از خودروی چری اس۲۱ است که توسط شرکت خودروسازی مدیران در ایران و طبق توافقی با شرکت خودروسازی چینی چری اتومبیل تولید می‌شد.

## مشخصات کلی

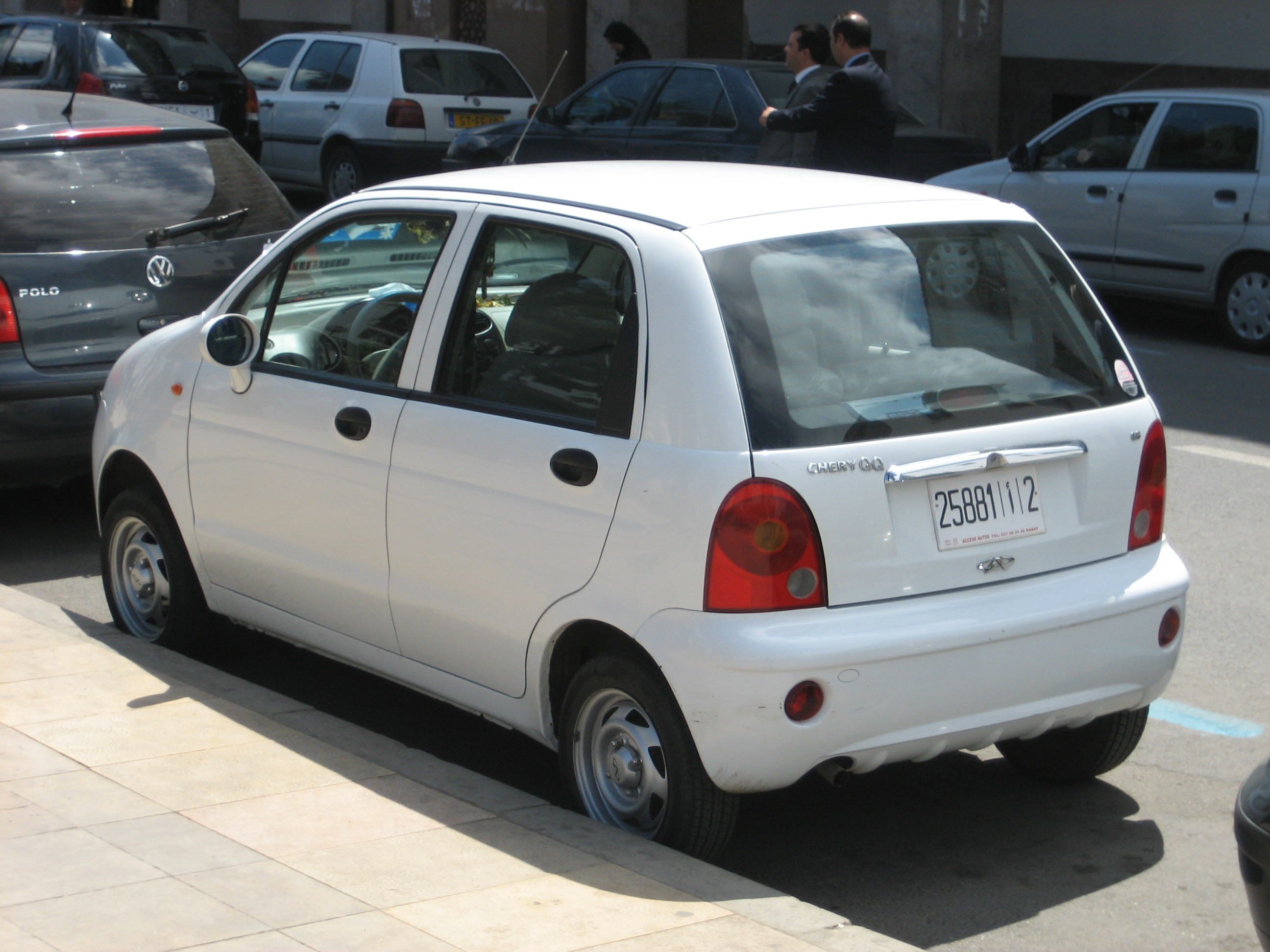
نمای عقب

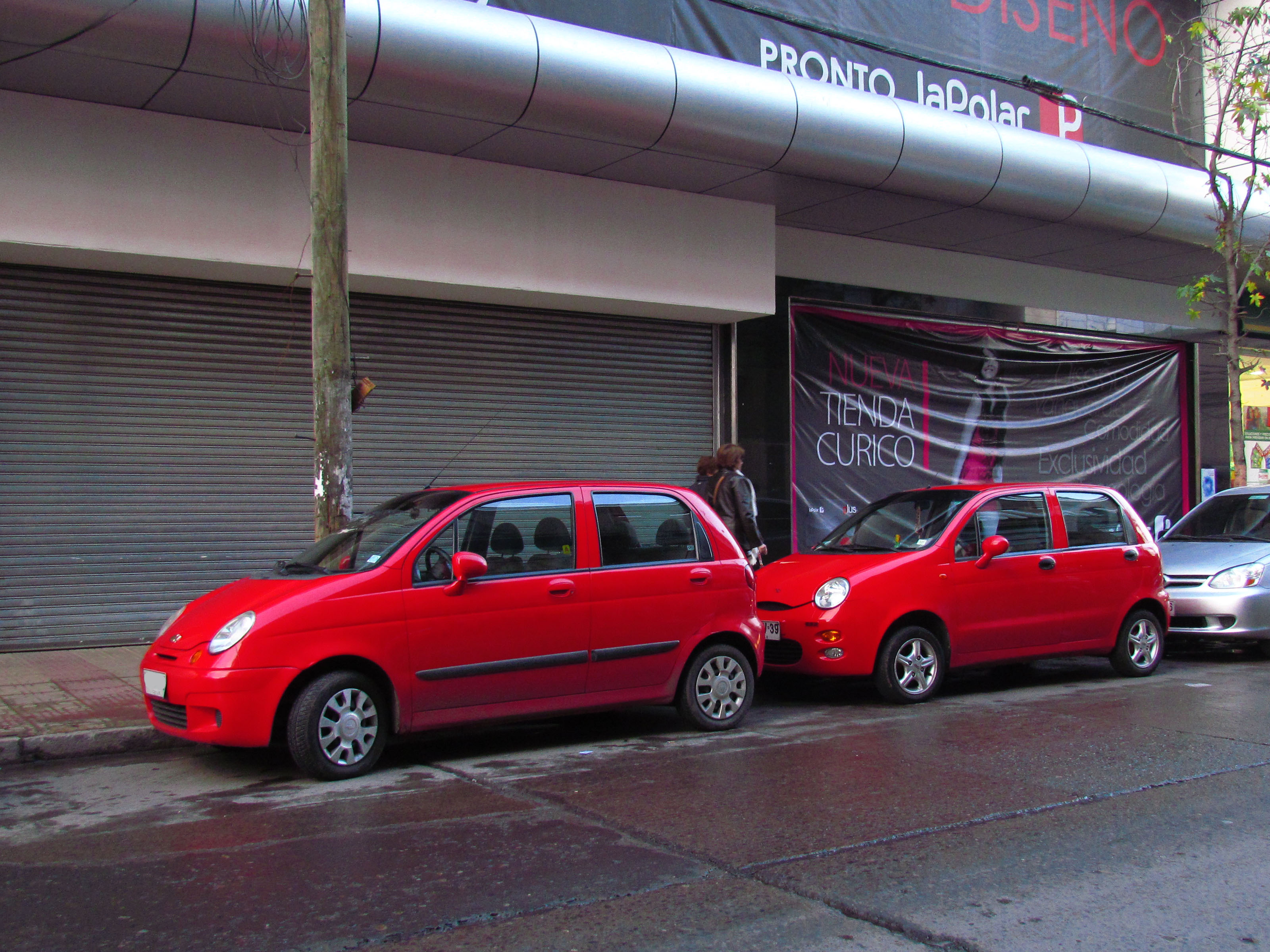
دوو ماتیز (چپ) و چری کیوکیو (راست)، کیوکیو کپی دوو ماتیز است.

ام‌وی‌ام ۱۱۰ یک خودروی کوچک شهری چهاردر است که با دو نوع موتور سه سیلندر و چهار سیلندر عرضه می‌شد. امکانات رفاهی این خودرو از دوو ماتیز بیشتر است. شیشهٔ هر چهار در برقی بوده و پس از قفل شدن درها به‌طور خودکار بالا می‌روند. سایر تجهیزات این خودرو عبارتند از: کولر، رادیوپخش استریو، قفل مرکزی، سیستم ضد سرقت، آینه‌های جانبی برقی، شیشه‌بالابرهای برقی، چراغ سوم ترمز، چراغ مه‌شکن جلو و عقب، صندلی تاشو عقب، برف‌پاک‌کن شیشه عقب، کلید تنظیم نور پشت آمپر، امکان تنظیم سرعت برف‌پاک‌کن، ریموت کنترل، گرم‌کن شیشهٔ عقب، رینگ‌های آلومینیومی (انتخابی)، پخش صوت مجهز به ام‌پی۳، کیسهٔ هوا برای سرنشین‌های جلو و ترمز ضدقفل.
این خودرو با دو مدل جعبه‌دندهٔ دستی و خودکار عرضه می‌شد.
چهار سیلندر اتومات دارای سیستم AMT بود و تقریباً نیمه‌هوشمند عمل می‌کند و درعین‌حال قابلیت دستی شدن را هم دارد. با وجود این، باز هم در حالت دستی سیستم نیمه‌هوشمند آن درصورت ضرورت تشخیص داده و عمل می‌کند.

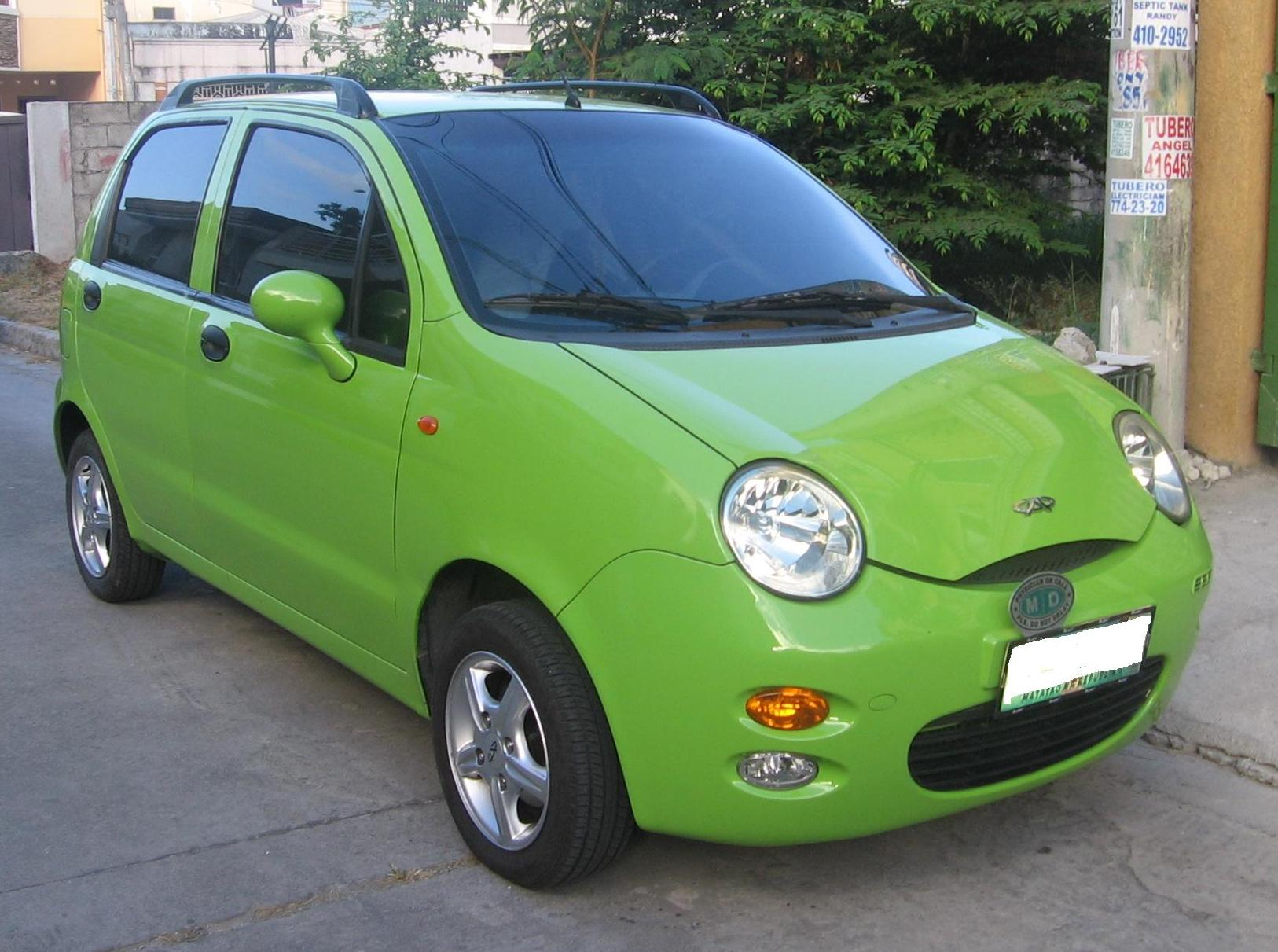
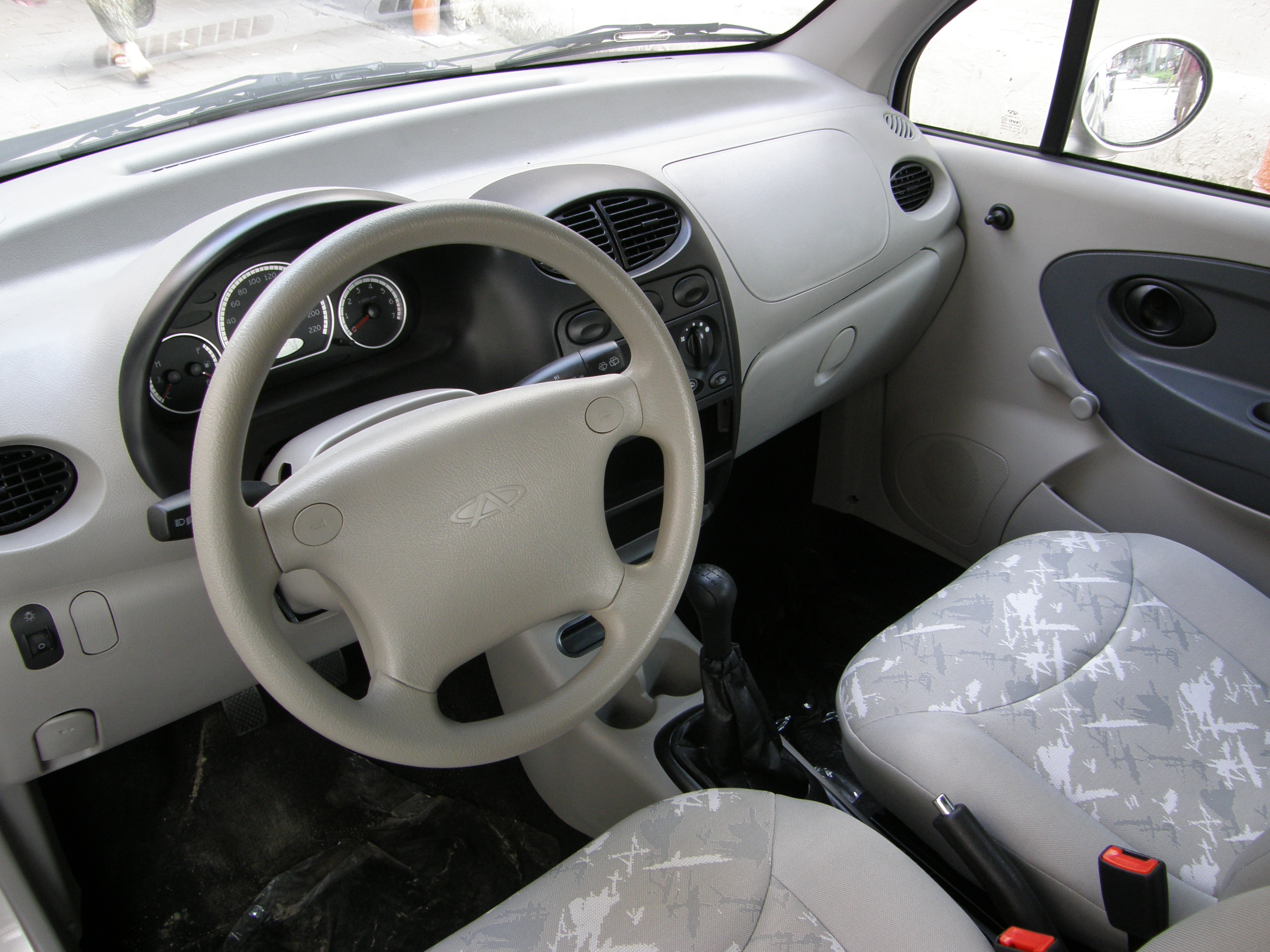
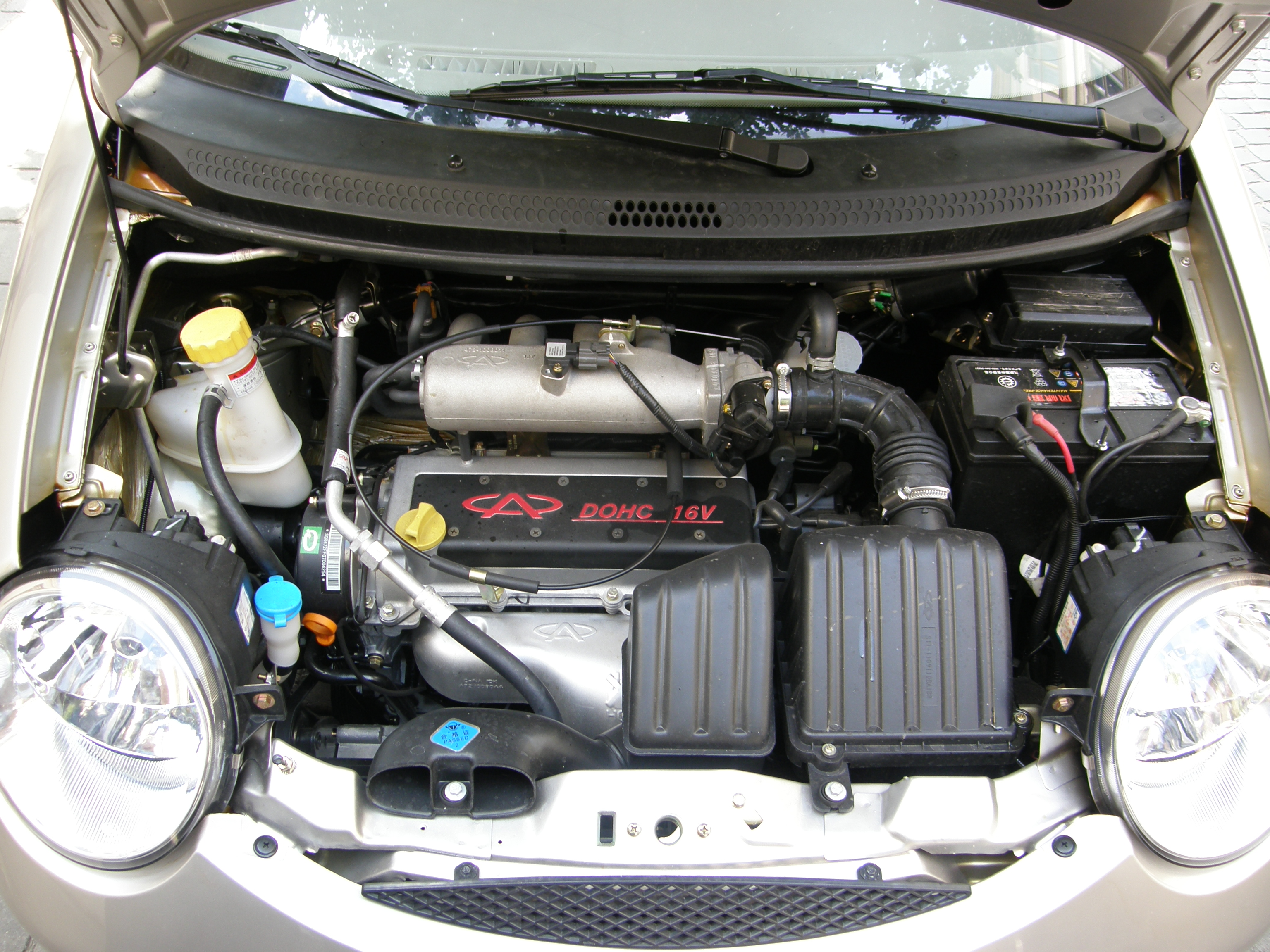

## مشخصات فنی
| ردیف | مدل                          | مدل سه سیلندر با موتور SQR372                     | مدل چهار سیلندر با موتور SQR472                   |
| ---- | ---------------------------- | ------------------------------------------------- | ------------------------------------------------- |
| ۱    | موتور                        | عمودی، عرضی، چهارزمانه، دو میل سوپاپ روی سرسیلندر | عمودی، عرضی، چهارزمانه، دو میل سوپاپ روی سرسیلندر |
| ۲    | قطر سیلندر (میلی‌متر)         | ۷۲                                                | ۷۲                                                |
| ۳    | کورس پیستون                  | ۶۶٫۵                                              | ۶۶٫۵                                              |
| ۴    | حجم موتور                    | ۸۱۲                                               | ۱۰۸۳                                              |
| ۵    | نسبت تراکم                   | ۹٫۵:۱                                             | ۹٫۵:۱                                             |
| ۶    | حداکثر قدرت (اسب بخار)       | ۵۲ (در ۶٬۰۰۰ دور در دقیقه)                        | ۶۸ (در ۶٬۰۰۰ دور در دقیقه)                        |
| ۷    | حداکثر گشتاور (نیوتن بر متر) | ۷۰ (در ۶٬۰۰۰ دور در دقیقه)                        | ۹۰ (در ۶٬۰۰۰ دور در دقیقه)                        |
| ۸    | وزن خودرو (کیلوگرم)          | ۹۰۲                                               | ۹۱۲                                               |
| ۹    | مصرف بنزین داخل شهر          | ۸٫۲ لیتر در ۱۰۰ کیلومتر                           | ۹٫۴ لیتر در ۱۰۰ کیلومتر                           |
| ۱۰   | مصرف بنزین خارج شهر          | ۴٫۵ لیتر در ۱۰۰ کیلومتر                           | ۴٫۵ لیتر در ۱۰۰ کیلومتر                           |
| ۱۱   | حجم روغن موتور               | ۲٫۹                                               | ۳٫۶                                               |

## نسل دوم
نسل جدید این خودرو توسط مدیران خودرو با نام ام وی ام۱۱۰ اس به بازار ایران عرضه می‌شود. در این خودرو در داشبورد وجود ندارد. این خودرو صندوق عقب بسیار کم حجمی دارد و در دستگیره درهای عقب به شیشه‌های در عقب وصل شده. در سایت چری علت این کار ایجاد حرف کیو در شیشه درهای عقب عنوان شده تا با این روش نام خودرو (کیوکیو) بر روی درهای عقب نمایان شود. این خودرو در دو مدل کامفورت (کم آپشن) و لاکچری (فول آپشن) عرضه می‌شود که در مدل کامفورت از برف پاکن و گرمکن شیشه در پنجم بی بهره است.

## بازار
به‌لحاظ مصرفِ کم و قدرت مناسب، این خودرو بازار خوبی درمیان خودروهای شهری در ایران دارد. با توجه به تولید کم این خودرو در ایران، قیمت مدل کارکردهٔ آن تفاوت زیادی با قیمت خودرو صفرکیلومتر نداشته و نسبت به سایر رقبا از افت قیمت کمتری برخوردار است. در مهرماه ۱۳۸۸، قیمت مدل چهارسیلندر آن ۹۵٬۵۰۰٬۰۰۰ ریال و قیمت مدل سه‌سیلندر آن ۸۵٬۵۰۰٬۰۰۰ ریال بود.